# Бигл 2
Бигл 2 (енгл. Beagle 2) је неуспели британски лендер који је био део Марс Експрес мисије Европске свемирске агенције 2003. године. Контакт са мисијом је изгубљен одмах након одвајања од Марс експрес орбитера, шест дана пре предвиђеног уласка у атмосферу Марса. Истрагом која је уследила закључено је да је Бигл 2 стигао до површине планете, али је слетање било грубље од предвиђеног због квара на једном или више система. Бигл 2 је назван по Бигл HMS Beagle броду, који је два пута превозио Чарлса Дарвина на експедиције које ће касније подстакнути Дарвина да напише теорију еволуције.
Сонда Бигл 2 пронађена је на фотографијама које је снимио Орбитални истраживач Марса. Почетком 2015. године, 16. јануара, објављено је да је тим агенције ЕСА претражујући фотографије које је снимила ова сонда из орбите, највероватније пронашла лендер. Овим је окончана мистерија о томе шта се са њим десило. На основу ових снимака, научници сматрају да је лендер слетео на површину Марса, отворио се, али није успео да успостави контакт са контролом мисије.
Годину дана касније објављене су нове фотографије са више детаља, на којима се боље виде обриси лендера на површини црвене планете.